# 圣妇赫利纳堂
圣妇赫利纳堂（Sant'Elena）是一座罗马天主教教堂，哥特式建筑，位于意大利威尼斯城堡区的最东端。

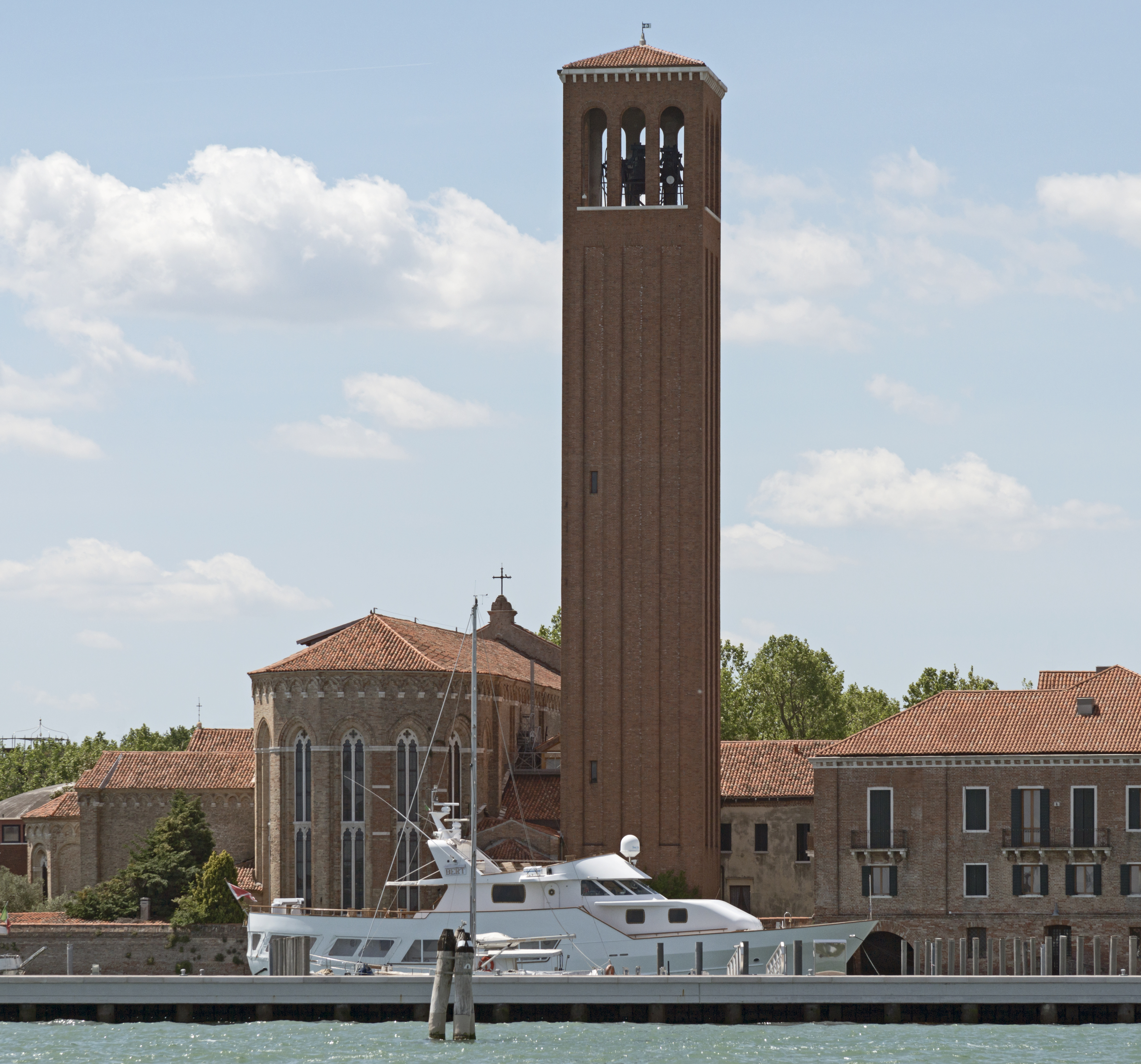

## 历史
这个地点曾经是圣赫勒拿岛，Sant'Elena, 从市区无法步行到达。但现在它已成为威尼斯的最东端。这里的第一座小堂是由奥斯定会修士建于1028年，供奉太后圣妇赫利纳。到1175年，他们在此修建了一座修道院和医院。 1211年，圣妇赫利纳的圣髑被这座修道院的艾卡多修士从君士坦丁堡运到威尼斯。他们为她的圣髑在教堂里修了一个小堂。1407年，修道院倒塌沦为废墟，该建筑群归属Olivetani 修会。1810年，教堂在拿破仑统治时期被改为俗用。圣妇赫利纳圣髑盒据推测隐藏在城堡区圣伯多禄圣殿,，该堂的文艺复兴风格的大门转移到了聖亞博那堂（Sant'Aponal）。
圣妇赫利纳堂于1928年重新祝圣，属于圣母忠仆会。圣妇赫利纳圣髑盒和原来的大门都回来了，钟楼得以重建。在拿破仑时期被运走的祭台画“博士与圣妇赫利纳”仍保留在布雷拉画廊。

## 说明

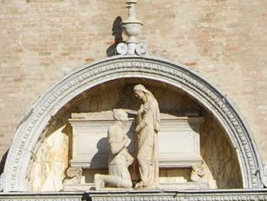

砖砌立面上的直棂窗和玫瑰窗为哥特式风格。大门上面是文艺复兴风格的雕塑 (1467), 表现威尼斯海军上将韦托雷卡佩罗跪在圣人面前；雕塑家是佛罗伦萨的Niccolò di Giovanni。
建于1558年的原始钟楼在19世纪早期被夷为平地。祭坛画是佛罗伦萨Sette Santi Fondatori教堂中的副本。内部大多是空的；大多数绘画现在都在学院美术馆。
在毗邻的修道院中，只有部分修道院和中心水井保留。现在一个致力于世界和平的基金会开设于此。

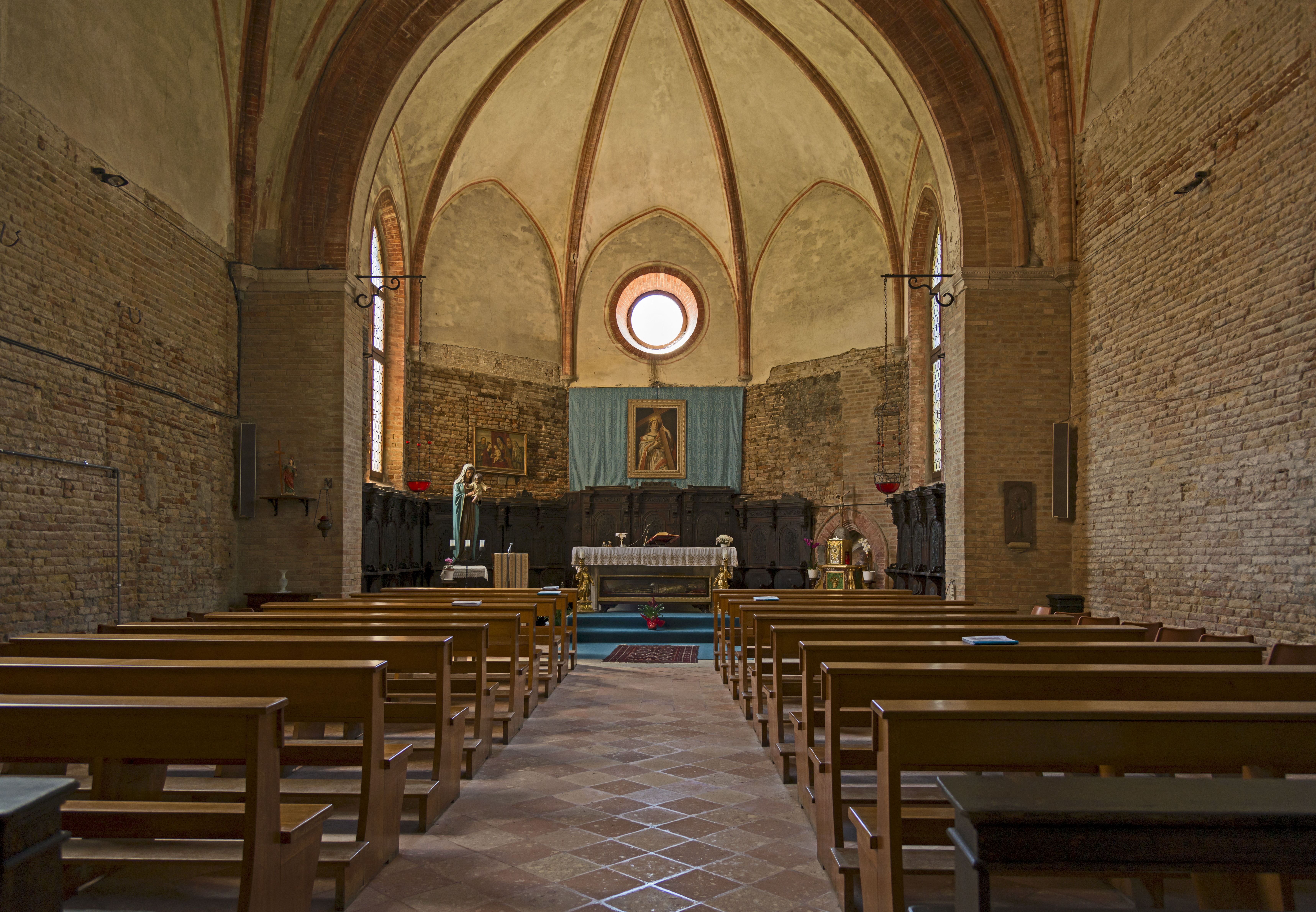
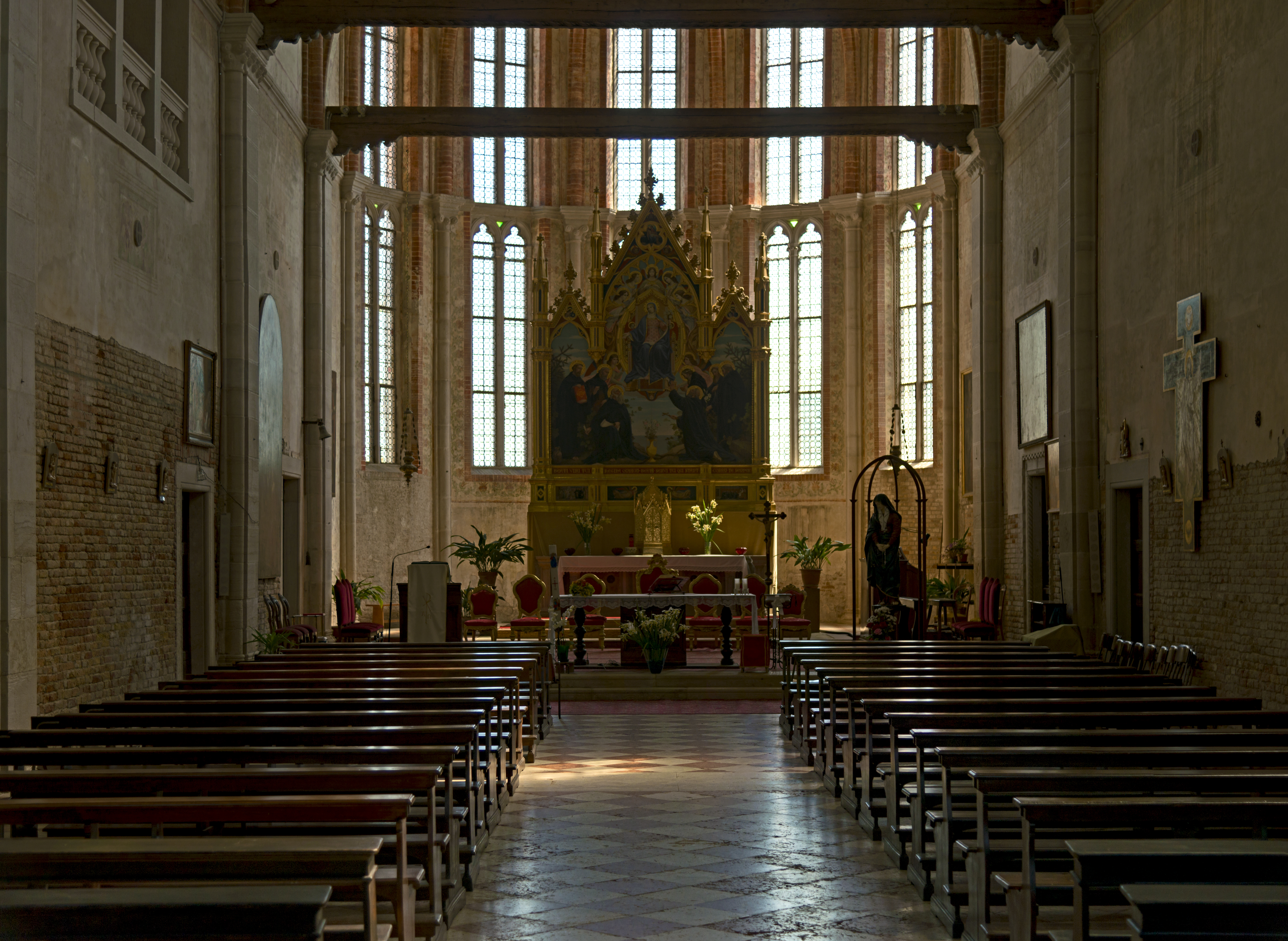
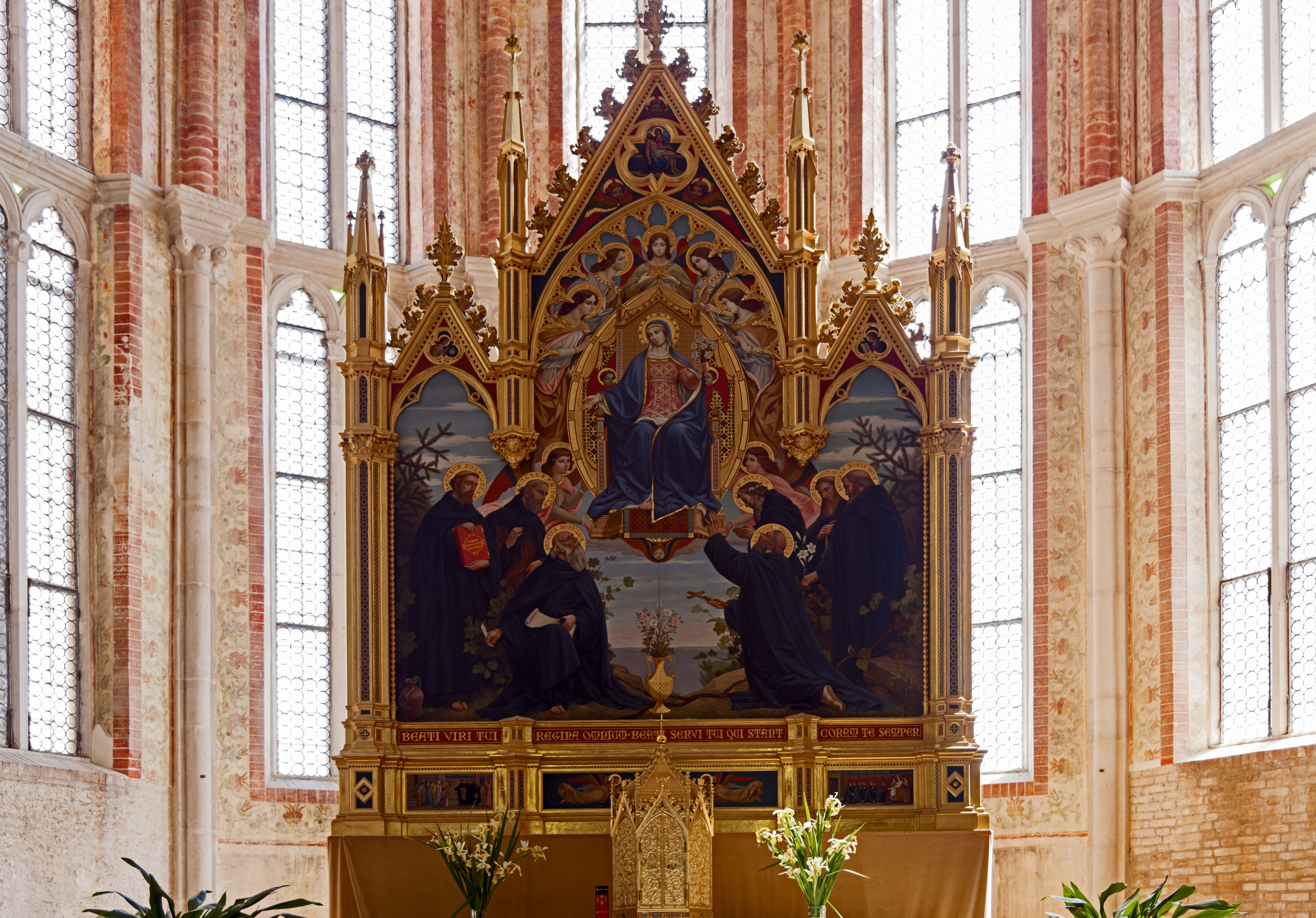
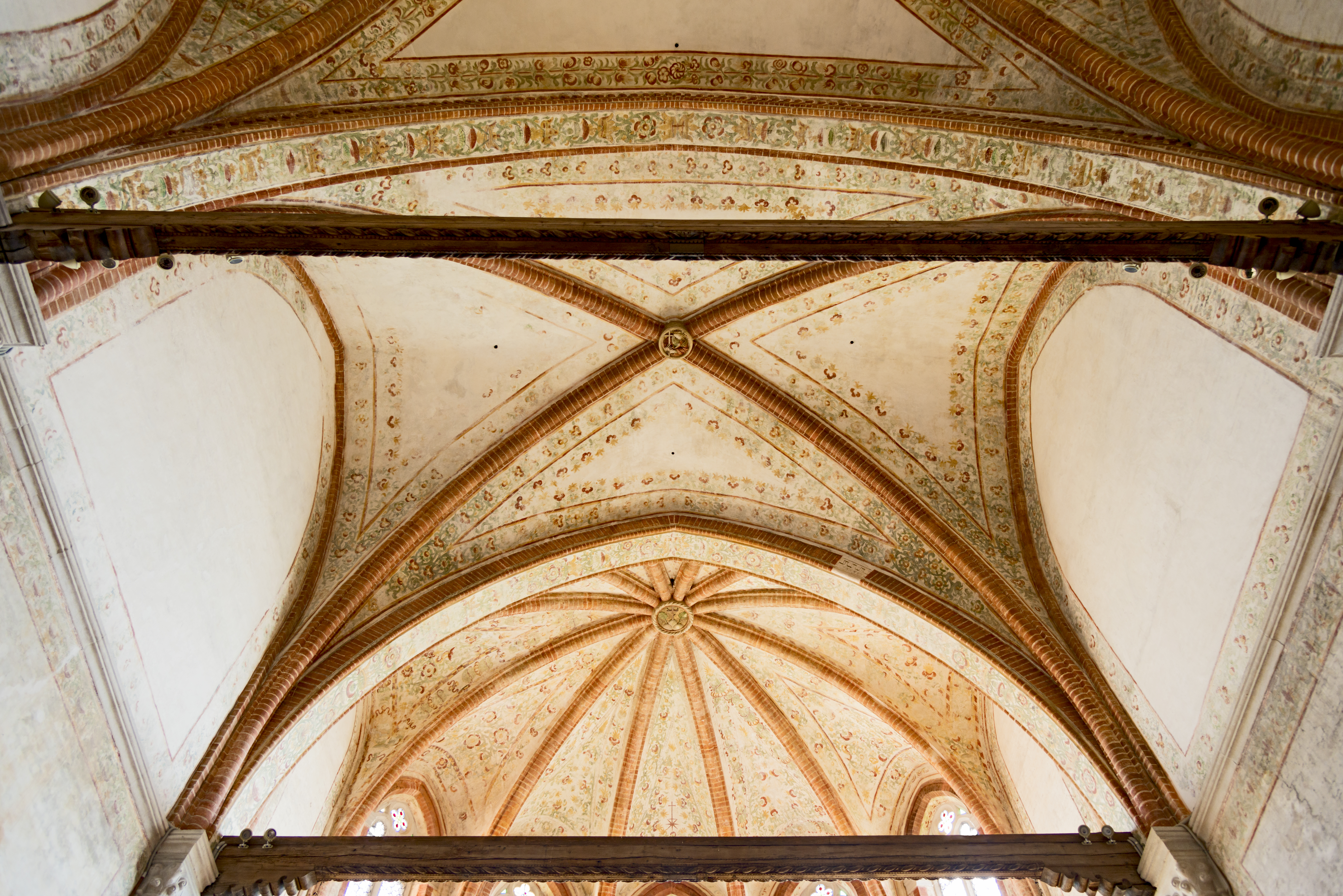
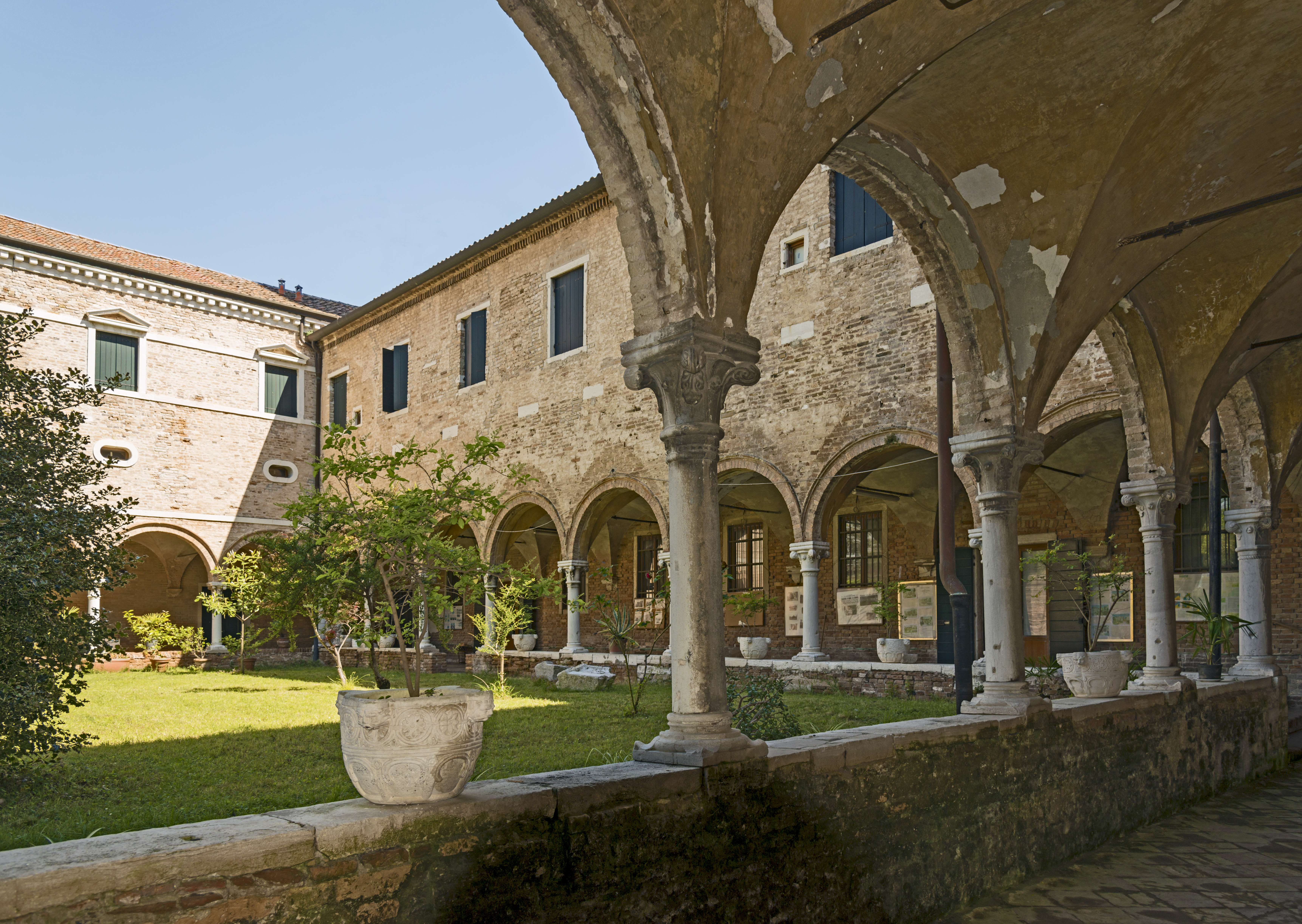